# Balaton kávéház
A Balaton kávéház Budapest VIII. kerületében működött, a Rákóczi út 17. szám alatt. Neve eredetileg Schramek vendéglő volt. Ennek helyén 1894-ben nyílt meg a kávéház. Berendezése luxus színvonalú volt: Zsolnay-csempe burkolat, óriási csillárok és függönyök jellemezték, amik hozzájárultak, hogy vendégköre országos szinten is jelentős tagokból álljon. A kávéház törzsvendége volt Eötvös Károly, Kossuth Ferenc, Wekerle Sándor, gróf Károlyi István és gróf Károlyi Mihály, Molnár Ferenc, Herczeg Ferenc és a közeli Nemzeti Színház tagjai. A kávéház a II. világháború után, 1949-ben megszűnt. 2021 óta az ELTE GTK vizsgaközpontja van a helyén.